# 大迫直子
大迫 直子（おおさこ なおこ）は日本のAV女優である。
身長172cm、バスト122cm（Jカップ）、ウエスト85cm、ヒップ126cm。

## 出演

### 劇場用映画
- viva! 毒突きママ（2013年4月、加藤麻矢監督、SPOTTED PRODUCTIONS）

### ミュージックビデオ
- 夢（2017年4月、演奏者・共演者　どついたるねん、玉田伸太郎監督）

### フェティッシュビデオ
※アダルトビデオには含まれないがR-15指定程度と思われる作品
- 僕の願望18（2007年11月下旬、club-Q）
- 女王様の剃髪・断髪物語（2010年12月29日、Fetish World）
- 仮面美少女戦士リュミエール（2013年3月22日、ZENピクチャーズ）
- ハイパーセクシーヒロインNEXT　スタープリンセス・ソフィア（2013年9月13日、ZENピクチャーズ）
- ヒロインピンチオムニバス　マイティーアリス（2014年2月14日、ZENピクチャーズ）
- セクシャルダイナマイトヒロイン01　スパンデクサー（2014年8月8日、ZENピクチャーズ）
- セクシャルダイナマイトヒロイン03　グラマラスレディ（2014年12月12日、ZENピクチャーズ）
- セクシャルダイナマイトヒロイン06　太陽の戦士レオーナ（2015年3月27日、ZENピクチャーズ）
- 新・ヒロイン危機一髪!! MISSミネルバ（2015年7月10日、ZENピクチャーズ）
- セクシャルダイナマイトヒロイン18　セーラー忍者（2016年3月11日、ZENピクチャーズ）
- セクシャルダイナマイトヒロイン19　退魔巫女戦騎トリプルランサー（2016年4月8日、ZENピクチャーズ）
- バーニングアクション　スーパーヒロイン列伝31 女宇宙刑事アリス（2018年5月11日、ZENピクチャーズ）
- 大迫直子の濃重技型録（2019年11月20日、バンプフレイヤ）　☆発売元はバンプフレイヤだが、配信専用サイトXCREAMとDUGAにて限定販売。
- 巨大ヒロイン（R） フレイムレディー 後編（2023年6月23日、ZENピクチャーズ）
- ウィッチハンター・サヤカ 七人の魔女ベアー 後編（2023年10月27日、ZENピクチャーズ）

### アダルトビデオ
- 挟み撮り!!パイズリボイン（2006年10月26日、JAMS）
- ガリ喰いアマゾネス むしゃぶり怪力レディ（2006年11月30日、JAMS）
- 大迫直子の巨尻淫座ワールド（2007年4月10日、AVS）
- 巨乳格闘女王 残虐!恐怖の奴隷狩り（2007年4月18日、甘美会）
- ガキ喰いアマゾネス!!怪力フェラレディ（2007年4月19日、JAMS）
- ペニバン巨女教師 女肉制裁!!（2007年7月26日、JAMS）
- 顔騎まみれ ～爆尻女肉地獄～（2007年8月3日、JAMS）
- 大迫直子と瀬戸あつこの巨尻淫座ワールド（2007年10月1日、AVS）
- フェチ監禁!!ガキ喰いデカ尻フェラレディース（2007年10月25日、JAMS）
- 巨女達の巨尻・太腿責め（2008年1月18日、甘美会）
- 巨女大迫直子をシタから見上げてみたい…（2008年5月7日、AVS）
- W巨女暴君でか尻便所喰い（2008年5月23日、JAMS）
- 巨尻淫座ワールド総集編（2008年7月19日、AVS）
- 巨漢圧迫 大迫直子 Act.01（2009年1月30日、クイーンロード）※PPV作品
- 巨漢圧迫 大迫直子 Act.02（2009年2月4日、クイーンロード）※PPV作品
- 肉厚打撃 レディー!!（2009年2月23日、パンプフレイヤ）
- メガBody肉弾SM 大迫直子女王様（2009年3月25日、クイーンロード）
- THE FIGHT! 08 女王様とM男の本気格闘（2009年5月15日、クイーンロード）
- 女王様にペニバンで激しく突かれたい! Vol.1（2009年5月15日、クイーンロード）
- 10人の女性騎手達 残虐!人間馬調教 1（2009年5月28日、甘美会）
- 13人の女性拷問官　残虐!一本鞭拷問責め（2009年7月23日、甘美会）
- 大女王様のイス選び（2009年7月～、ミストレスランド）※配信専用作品。ミストレスランド会員はすべて視聴可、非会員は閲覧に制限あり
- 女捜査官アクションバトル 特殊潜入捜査官 甘美千里 （2009年9月11日、GIGA/アキバトル）
- ヒロインバトル セーラーフェニックス（2009年10月23日、GIGA/アキバトル）
- 宇宙特捜隊プリムテウス（2009年11月30日、GIGA）
- お尻で責める女達 巨尻あっぱく拷問責め（2009年12月20日、甘美会）
- 巨女剛力（2010年1月末頃、イズム）
- 全裸マスクヒロイン MASK　THE　SCARLET （2010年5月28日、GIGA）
- 女王伝2 ～虜囚～（2010年12月末頃、イズム）
- ヒロイン壮絶失禁レイプ 美聖女仮面セクシア （2011年2月11日、GIGA/ZEUS）
- ヘビー級巨女が戦いました!（2011年2月10日、東京マニGUN'S）
- 巨女OL肉感虐レイプ（2011年3月末頃、イズム）
- ヒロイン討伐Vol.54（2011年5月13日、GIGA）
- 巨痴女LEZ FILE 6（2011年6月末頃、イズム）
- 女子プロレス流血ドミネーションデスマッチ（2011年7月8日、GIGA/ZEUS）
- サディスティックレミーS　サディスティックレミー VS ３人の魔女（2011年9月23日、GIGA）
- 星闘姫セイラ（2011年11月25日、GIGA）
- ヒロインスーパーハードレズレイプ　月光戦士アルテミシア（2011年12月23日、GIGA）
- ネイキッドヒロイン　Phase：40_マイティーアミー編（2012年1月27日、GIGA/G-GATE）
- スーパーヒロインドミネーション地獄　マイティーアミー編（2012年8月10日、GIGA）
- ガールズブレイカーズ（2013年10月25日、GIGA）
- 美しき勇者もーれつ仮面＆学園探偵まぼろしリボン 非情の怪奇人間椅子の巻（2013年11月22日、GIGA）
- 美しき勇者もーれつ仮面＆学園探偵まぼろしリボン 恐怖の怪奇人間椅子VS校庭お仕置きの巻（2013年11月22日、GIGA）
- ヒロインクリトリス責め3　チャージフェニックス編（2014年6月13日、GIGA）
- アメイジングヒロインキューティーバトル　もーれつ仮面VS巨漢女戦士達（2014年7月11日、GIGA）
- ヒロインバトルロワイヤル（2014年8月22日、GIGA）
- 中華幽霊ハンターシャンテン（2014年10月10日、GIGA）
- セーラーコメット（催眠編・くすぐり拷問編・マニアック責め編・凌辱編）（2014年10月24日、GIGA）
- セーラールミナス（催眠編・くすぐり拷問編・マニアック責め編・凌辱編）（2014年10月24日、GIGA）
- 武装潜入捜査官シオン　絶体絶命（2014年11月14日、GIGA）
- ヒロインクンニ地獄　－ミス・グレイス－（2014年12月26日、GIGA）
- 完コスヒロイン羞恥責め　－リュウセイブルー編－（2015年2月27日、GIGA/GIGA TURBO）
- スパンデクサー窒息地獄（2015年3月13日、GIGA）
- 真夜中はJC戦士　ナイトレッド（2015年4月10日、GIGA）
- スーパーヒロインレズドミネーション　スーパーレディーVS邪悪な魔女と3人の豊満女戦士（2015年9月25日、GIGA）
- 妖美巨女館（2016年1月末頃、イズム）※共演者／モモコ、TOMOKA、なつみ
- 巨女犯（2018年1月末頃、イズム）
- 仕置き姫ブレード ～元女レスラー処刑人に襲い掛かるドミネーションと拷問の嵐～（2018年4月27日、GIGA）
- 爆乳全身パイズリサロン(3)（2018年12月下旬頃、イズム）※共演者／ERIKA
- 巨女達の女肉刑[1](2019年3月末頃、イズム）※共演者／サチコ
- 戦隊内レズ陵辱 武士道戦隊サムライジャー ～イエローが愛しすぎて壊れてくピンク～（2019年10月18日、GIGA）
- スーパーヒロインドミネーション地獄41 戦闘型女宇宙飛行士グラドノーツ（2019年10月25日、GIGA）
- 女スパイくすぐり拷問（2019年12月10日、GIGA）
- 超闘戦隊オーラレンジャー　身体検査の罠（2020年3月13日、GIGA）
- 女ボディガード 死闘遊戯（2020年4月24日、GIGA）
- 小生意気ヒロイン 美少女仮面オーロラ 魔女達の宴（2020年5月22日、GIGA）
- 闇の天使 白き悪魔たちの襲撃（2020年6月12日、GIGA）
- 妖艶フェ痴ドミナ（2020年10月末頃、イズム）
- 舐め舐めくすぐりレズ地獄　ワンダーレディＶＳ魔女ティクルス＆妖怪ナメンバ（2020年11月13日、GIGA）
- ヒロイン集中攻撃 電影戦隊チャージマン 猛攻！マハメス三軍神（2021年2月12日、GIGA）
- 地味子はウエディングエンジェル！ ～愛戦士ウエディングエンジェル～（2021年2月26日、GIGA）
- ヒロインレズドミネーション 銀河戦士ディアーナ（2021年4月9日、GIGA）
- 魔法聖戦士フォンテーヌ Slender 超スレンダー美少女戦士悶絶絶頂（2021年4月23日、GIGA）
- ヒロイン乳首責め 美少女戦士チアナイツ 傷つけられた乳首で何度もイカされて（2021年6月25日、GIGA）
- 超肉厚重撃レディー!!～無慈悲なリングの巨女王～（2021年7月9日、パンプフレイヤ）☆発売元はバンプフレイヤだが、配信専用サイトXCREAMとDUGAにて限定販売。
- 魔法美少女仮面フォンテーヌ〜偽フォンテーヌの魔罠〜　（2021年7月23日、GIGA）
- ヒロインくすぐり地獄 美少女戦士セーラーアクアス 二人の魔女の指が！舌が！セーラーアクアスを責め立てる　（2021年9月24日、GIGA）
- 巨女ドミナ崇拝（2021年9月末頃、イズム）
- ヒロイン変身解除 夢幻戦隊ミスティックレンジャー　（2021年10月22日、GIGA）
- アートガーディアン 萌&唯 魔女の罠！壊されていく二人の心（2021年11月12日、GIGA）
- 巨漢豊満五十路（2022年1月18日、RUBY）※香取真子名義　共演者／さちこ、平岡知恵子、三条理香子
- 科学特捜隊バードソルジャー 狙われたバードホワイト（2022年8月12日、GIGA）
- SUPERLADY スーパーレディは二度負ける（ダウンロード販売開始　2022年9月13日/DVD発売開始　2022年10月14日、GIGA）
- 顔騎鬼女（2022年9月末頃、イズム）
- Jメン22 女捜査官絶体絶命（2022年12月23日、GIGA）
- スーパーヒロインドミネーション地獄55 私はメルピュア！スーパーヒロインになんかならなきゃ良かった（2023年2月24日、GIGA）
- ヒロインフェチオムニバス 女宇宙特捜アミー  （2023年6月9日、GIGA）
- ヒロイン・ザ・ガマン ～耐えるヒロインは美しい～ 美少女戦士セーラーフレア　（2023年7月14日、GIGA)
- ヒロインくすぐり失禁地獄 科学鳥人隊バードソルジャー バードホワイト&バードレッド（2024年1月12日、GIGA)

- 女宇宙特捜アミー 囚われ責められ臭くなった体でイカされて女戦闘員に堕ちました（2024年6月14日、GIGA）
- 痴熟女の淫臭虐レイプ（2024年4月初旬頃、イズム）
- 磁力戦隊マグナマン　美しいものが憎い！狙われたマグナピンク（2024年10月25日、GIGA）
- 粘食グチョグチョ男虐（2025年3月下旬頃、イズム）共演者／SACHIKO
- 秘装戦隊カゲニンジャー ブルーを襲う女幹部ゴモナの壮絶な尋問（仮）（2025年9月12日予定、GIGA）
- 超闘戦隊オーラレンジャー 妖怪ナメンバに狙われたオーラピンク(仮)（2025年11月28日予定、GIGA）

### 雑誌掲載
- 週刊プレイボーイ　№3.4　（2010年1月8日、集英社）
- BACHELOR（バチェラー）3月号　（2010年1月20日、ダイアプレス）

### 舞台・公演・イベント出演等
- 九条OS劇場　（2009年3月1日～10日・2010年7月3日～4日、大阪市）
- 「東京ぽちゃドル肉弾コレクション2013夏」／新宿LEFKADA（2013年6月22日、東京都新宿区）、共演者多数
- 「東京ぽちゃドル肉弾コレクション2013秋」／新宿LEFKADA（2013年9月22日、東京都新宿区）、共演者多数
- 「むちフェス02〜肉感アート展」／綿商会館　（2015年3月29日、東京都中央区）※同イベント内の「太腿コンテスト」に出場